# Піпа (одиниця об'єму)
Піпа (англ. pipe, ісп. і порт. pipa) — міра об'єму, застосовувана до вина та пива в Північній Америці, Великій Британії, а також (в минулому) в Португалії та Іспанії. Розмір залежить (або залежав) як від місцевої традиції, так і від виду напою. Величина піпи вина знаходиться, згідно з різними джерелами, в межах від 450 до 486 літр ів. З приводу пива різні джерела повідомляють зовсім різні цифри, але обсяг піпи пива ніде не був рівний обсягу піпи вина.
Піпа, пайп (англ. pipe) або батт (англ. butt < фр. botte) — англійська міра вина, близько 477 літрів. В Британській імперії дорівнює 105 галонам. В США вона має трохи менший розмір, хоча дорівнює 126 галон — тамтешні галони дрібніші. В обох випадках піпа (Ботт) дорівнює половині тана і двом хогсхедам.
Піпа (ісп. і порт. pipa) — у Португалії та Іспанії міра для вина. Дорівнює в Порту = 534, в Малазі = 566,44, в Аліканте = 485,1, в Барселоні = 482,304 літра.
Нова піпа = 572,491, стара (в північній Америці) = 476,949 літра.